# 奥古斯特·韦斯特
奥古斯特·韦斯特（英語：August Wester，1882年2月12日—1960年9月），美国男子摔跤运动员。他曾代表美国参加1904年夏季奥林匹克运动会摔跤比赛，获得男子自由式雏量级银牌。